# Decebal Badila
Decebal Badila (* 19. Februar 1968 in Konstanza als Decebal Bădilă) ist ein rumänischer Jazzbassist.

## Leben und Wirken
Badila, dessen älterer Bruder der Kontrabassist Ovidiu Bădilă war, erhielt zunächst Violinunterricht, wechselte aber bereits 1975 zum Kontrabass. Mit nur elf Jahren gewann er den 1. Preis des Nationalfestivals als Solo-Kontrabassist. Daneben spielte er seit 1984 auf dem E-Bass. Bereits 1986 wurde er von führenden Fachzeitschriften zum besten Bassisten Rumäniens gewählt. Von 1987 bis 1990 studierte er Mathematik und Physik an der Universität Bukarest. Während des Studiums spielte er zahlreiche Konzerte und Studioproduktionen mit rumänischen Jazzmusikern und Pop-Stars wie Dan Mândrilă, Johnny Răducanu, Zoltán Boros, Anca Parghel, Mircea Tiberian und Marius Popp. 
1990 zog er nach Deutschland, wo er ein Kontrabass-Studium an der Hochschule für Musik und Tanz Köln absolvierte. Bei seinem Abschlusskonzert zum Diplom 1996, das er mit Bestnote und Auszeichnung abschloss, spielte er mit Eugen Cicero, dessen Trio er seit 1993 angehörte. 
Seine Karriere setzte er in zahlreichen Konzerten, bei Studioproduktionen und bei Jazzfestivals in Europa und Asien fort, etwa mit Clark Terry, Larry Coryell, Chaka Khan, Biréli Lagrène, Marc Russo, Brandon Fields, Graham Haynes, Shirley Bassey, Koono, Kitty Winter, Horst Jankowski, Markus Stockhausen, Tony Lakatos, Wolfgang Haffner oder Peter Weniger. Auch ist er auf Alben von Pe Werner, Joo Kraus, Manfred Krug/Fanny Krug  und Dieter Reith zu hören.
Badila entwickelte ein Solo-Programm für E-Bass, das er auf Jazzfestivals, in Konzerten und eigenen Fernseh-Shows präsentierte. 1995 erschien sein Debüt-Solo-Album Nothing But Bass, das positive Kritiken erhielt. Seit 1997 gehört er als Bassist der SWR Big Band an, mit der er zahlreiche Programme einspielte und europaweit mit internationalen Jazzsolisten wie Bob Mintzer, Rob McConnell, Sammy Nestico, Toshiko Akiyoshi, Ivan Lins, George Benson, Jacob Collier, Djamel Laroussi oder Don Menza konzertierte. 2001 erschien als zweites Solo-Album Archibald’s Dance.